# 关华兵
关华兵（1956年11月—），中华人民共和国外交官，曾任中华人民共和国驻老挝人民民主共和国特命全权大使。

## 生平
1988年，进入中华人民共和国外交部工作，先后在外交部亚洲司、中国国际商会驻汉城代表处、驻韩国大使馆、驻朝鲜大使馆任职。2001年，任驻韩国大使馆参赞。2003年，升任驻韩国大使馆公使衔参赞。2004年，任驻朝鲜大使馆公使衔参赞。2007年，挂职云南省文山壮族苗族自治州副州长。2009年8月，出任中华人民共和国驻釜山总领事。2011年，任驻朝鲜大使馆公使。2013年6月，出任中华人民共和国驻老挝大使。2017年1月，自驻老挝大使离任。

## 家庭
已婚，有一子。

## 荣誉

### 外国勋章奖章
- 友谊勋章（老挝，2017年1月20日批准，2017年1月26日于万象颁发[3]）